# Fraissé-des-Corbières
Pour les articles homonymes, voir Fraisse (homonymie).
Fraïssé-des-Corbières [fʁajse de kɔʁbjɛʁ]  est une commune française située dans le Sud-Est du département de l'Aude, en région Occitanie.
Sur le plan historique et culturel, la commune fait partie du massif des Corbières, un chaos calcaire formant la transition entre le Massif central et les Pyrénées. Exposée à un climat méditerranéen, elle est drainée par le Barrou, le ruisseau de Saint-Francois et par divers autres petits cours d'eau. La commune possède un patrimoine naturel remarquable : un site Natura 2000 (les « basses Corbières ») et cinq zones naturelles d'intérêt écologique, faunistique et floristique.
Fraissé-des-Corbières est une commune rurale qui compte 221 habitants en 2022, après avoir connu un pic de population de 511 habitants en 1886. Elle fait partie de l'aire d'attraction de Narbonne. Ses habitants sont appelés les Fraissiens ou  Fraissiennes.

## Géographie

### Localisation
Commune située dans les Corbières, à 8 km au sud-est de Durban-Corbières et à 16 km de Sigean (accès à l'autoroute A9 ou A61) dans le parc naturel régional de la Narbonnaise en Méditerranée.
Les deux villes les plus proches sont Narbonne, carrefour routier et ferroviaire, et Perpignan, disposant d'une gare TGV et d'un aéroport.

### Communes limitrophes
Les communes limitrophes sont Durban-Corbières, Embres-et-Castelmaure, Feuilla, Roquefort-des-Corbières, Saint-Jean-de-Barrou et Villesèque-des-Corbières.
| Durban-Corbières      | Villesèque-des-Corbières |                         |
| Saint-Jean-de-Barrou  | Fraïssé-des-Corbières    | Roquefort-des-Corbières |
| Embres-et-Castelmaure |                          | Feuilla                 |

### Hydrographie et relief
Son terroir a  été aménagé avec des terrasses de pierres encore visibles et des rideaux de cyprès pour délimiter et protéger les cultures. On y trouve encore, en ruines ou restaurées, quelques bergeries et capitelles.
Le territoire de Fraisse est étendu. Il fut aussi, jusqu'au début du XXe siècle, céréalier, comme en témoigne le moulin qui fut restauré au début du XXIe siècle. Il est aujourd'hui composé de jardins maraîchers, de terres viticoles, de vergers, de garrigues, de bois de chênes verts et de pinèdes.
Ces espaces naturels étaient giboyeux : lièvres, lapins de garenne, faisans, perdreaux, sangliers mais, depuis la fin des années 1960, la faune et la flore qui étaient abondantes et variées et dont l'Aigle de Bonelli est l'oiseau emblématique, ont  eu tendance à se raréfier.
Le village est niché dans la vallée du Paradis qui comprend les communes d'Embres-et-Castelmaure ; Saint-Jean-de-Barrou ;  Fraisse-des-Corbières et Villeseque. Cette vallée doit peut-être son nom à ses nombreuses chapelles, à ses sources dont celle, à  Fraisse-des-Corbières de Mireciel, à la joie de vivre de ses habitants et au fait qu'elle les abritait du vent.

### Climat
Pour des articles plus généraux, voir Climat de l'Occitanie et Climat de l'Aude.
En 2010, le climat de la commune est de type climat méditerranéen franc, selon une étude s'appuyant sur une série de données couvrant la période 1971-2000. En 2020, Météo-France publie une typologie des climats de la France métropolitaine dans laquelle la commune est exposée à un climat méditerranéen et est dans la région climatique Provence, Languedoc-Roussillon, caractérisée par une pluviométrie faible en été, un très bon ensoleillement (2 600 h/an), un été chaud (21,5 °C), un air très sec en été, sec en toutes saisons, des vents forts (fréquence de 40 à 50 % de vents > 5 m/s) et peu de brouillards.
Pour la période 1971-2000, la température annuelle moyenne est de 14,5 °C, avec une amplitude thermique annuelle de 15,1 °C. Le cumul annuel moyen de précipitations est de 763 mm, avec 7,2 jours de précipitations en janvier et 3 jours en juillet. Pour la période 1991-2020, la température moyenne annuelle observée sur la station météorologique la plus proche, située sur la commune de Durban-Corbières à 5 km à vol d'oiseau, est de 15,0 °C et le cumul annuel moyen de précipitations est de 701,0 mm,. Pour l'avenir, les paramètres climatiques de la commune estimés pour 2050 selon différents scénarios d’émission de gaz à effet de serre sont consultables sur un site dédié publié par Météo-France en novembre 2022.

### Milieux naturels et biodiversité

#### Réseau Natura 2000

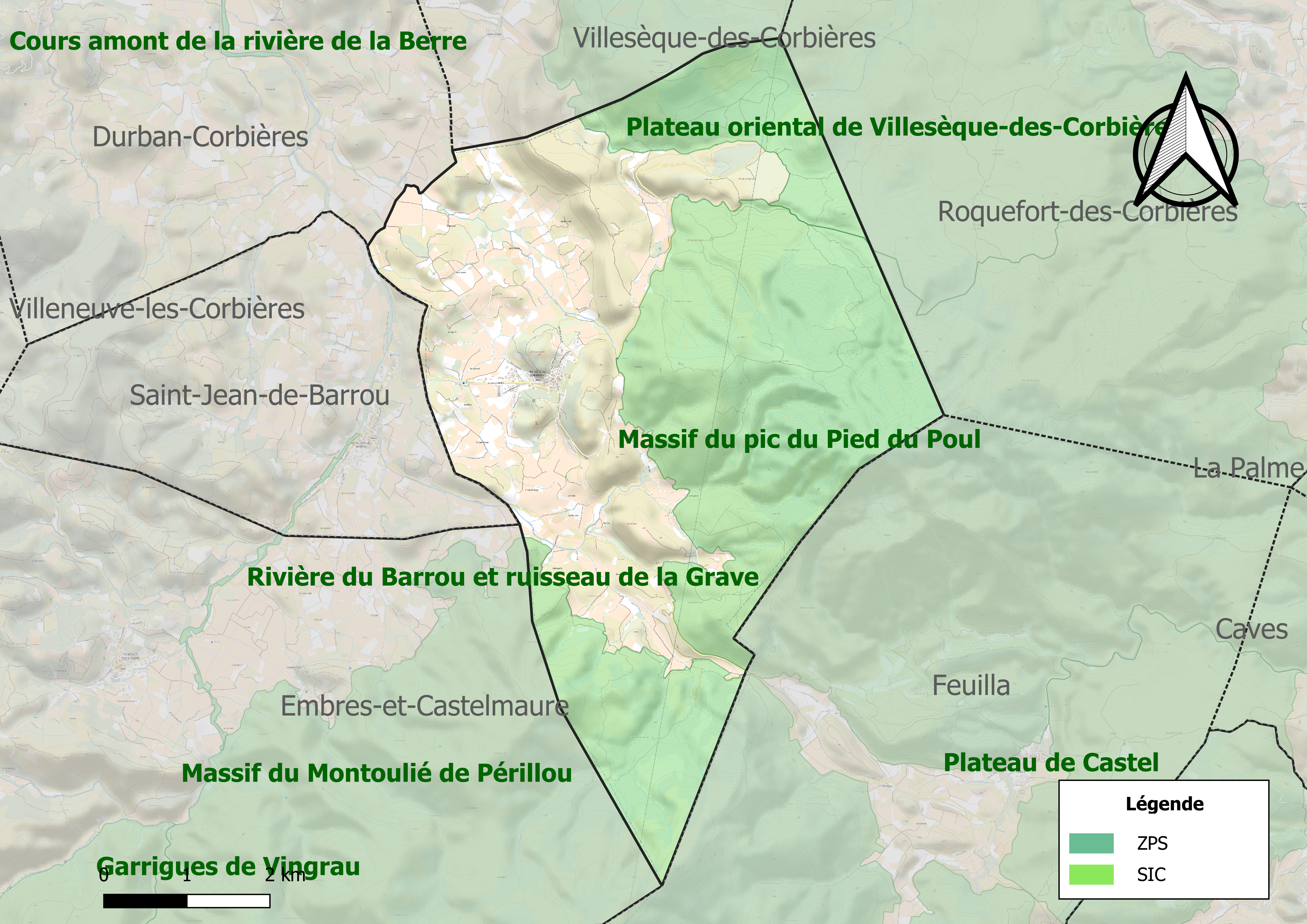
Sites Natura 2000 sur le territoire communal.

Le réseau Natura 2000 est un réseau écologique européen de sites naturels d'intérêt écologique élaboré à partir des directives habitats et oiseaux, constitué de zones spéciales de conservation (ZSC) et de zones de protection spéciale (ZPS). Un site Natura 2000 a été défini sur la commune au titre  de la directive oiseaux : les « basses Corbières », d'une superficie de 29 495 ha, un site important pour la conservation des rapaces : l'Aigle de Bonelli, l'Aigle royal, le Grand-duc d’Europe, le Circaète Jean-le-Blanc, le Faucon pèlerin, le Busard cendré, l'Aigle botté.

#### Zones naturelles d'intérêt écologique, faunistique et floristique
L’inventaire des zones naturelles d'intérêt écologique, faunistique et floristique (ZNIEFF) a pour objectif de réaliser une couverture des zones les plus intéressantes sur le plan écologique, essentiellement dans la perspective d’améliorer la connaissance du patrimoine naturel national et de fournir aux différents décideurs un outil d’aide à la prise en compte de l’environnement dans l’aménagement du territoire. Trois ZNIEFF de type 1 sont recensées sur la commune :
- le « massif du Montoulié de Périllou » (3 271 ha), couvrant 6 communes dont 5 dans l'Aude et 1 dans les Pyrénées-Orientales[12] ;
- le « massif du pic du Pied du Poul » (2 515 ha), couvrant 5 communes du département[13] ;
- le « plateau oriental de Villesèque-des-Corbières » (3 272 ha), couvrant 4 communes du département[14] ;

et deux ZNIEFF de type 2, : 
- les « Corbières centrales » (68 810 ha), couvrant 56 communes dont 54 dans l'Aude et 2 dans les Pyrénées-Orientales[15] ;
- les « Corbières orientales » (30 263 ha), couvrant 19 communes dont 12 dans l'Aude et 7 dans les Pyrénées-Orientales[16].

Carte des ZNIEFF de type 1 et 2 à Fraissé-des-Corbières.
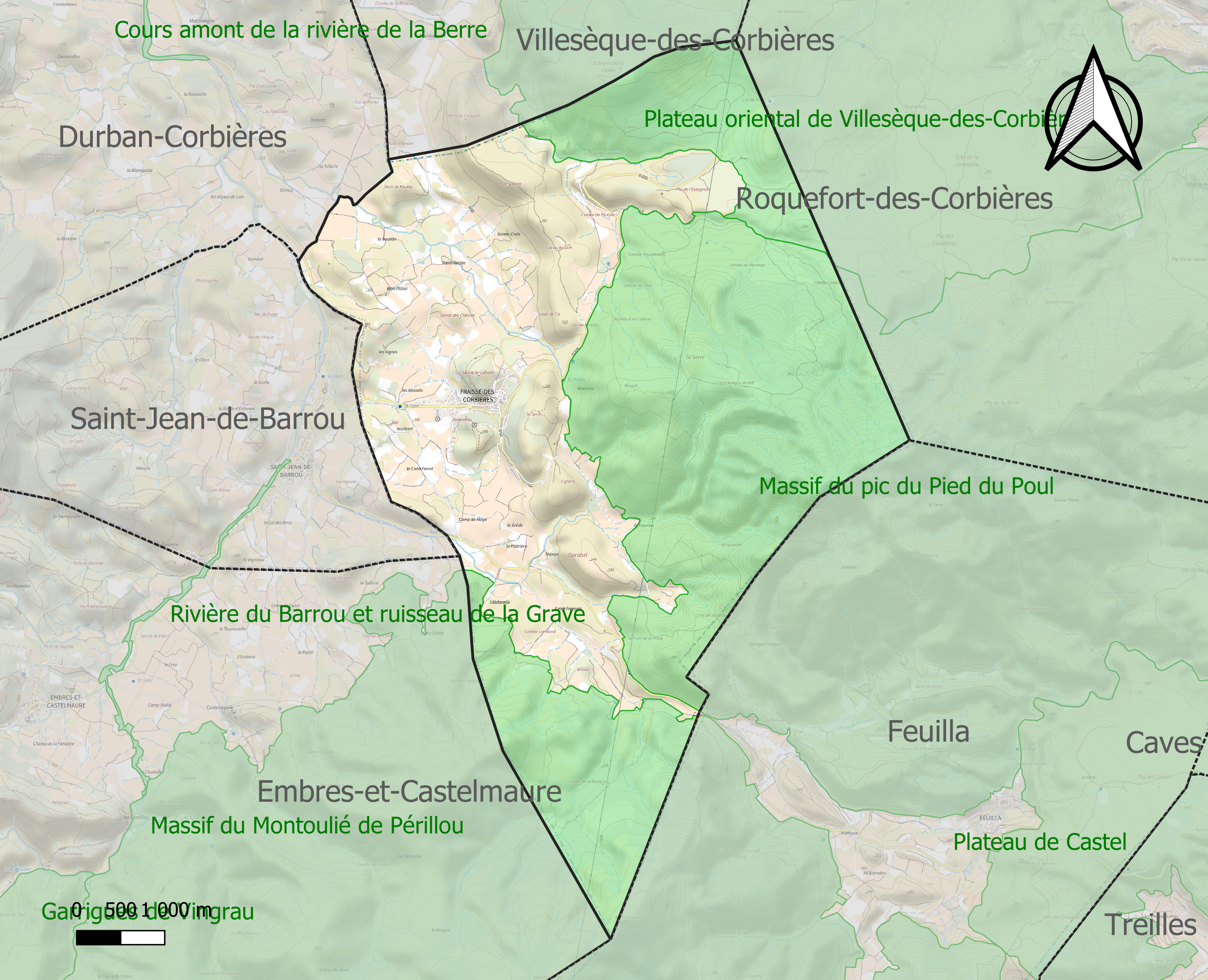
Carte des ZNIEFF de type 1 sur la commune.
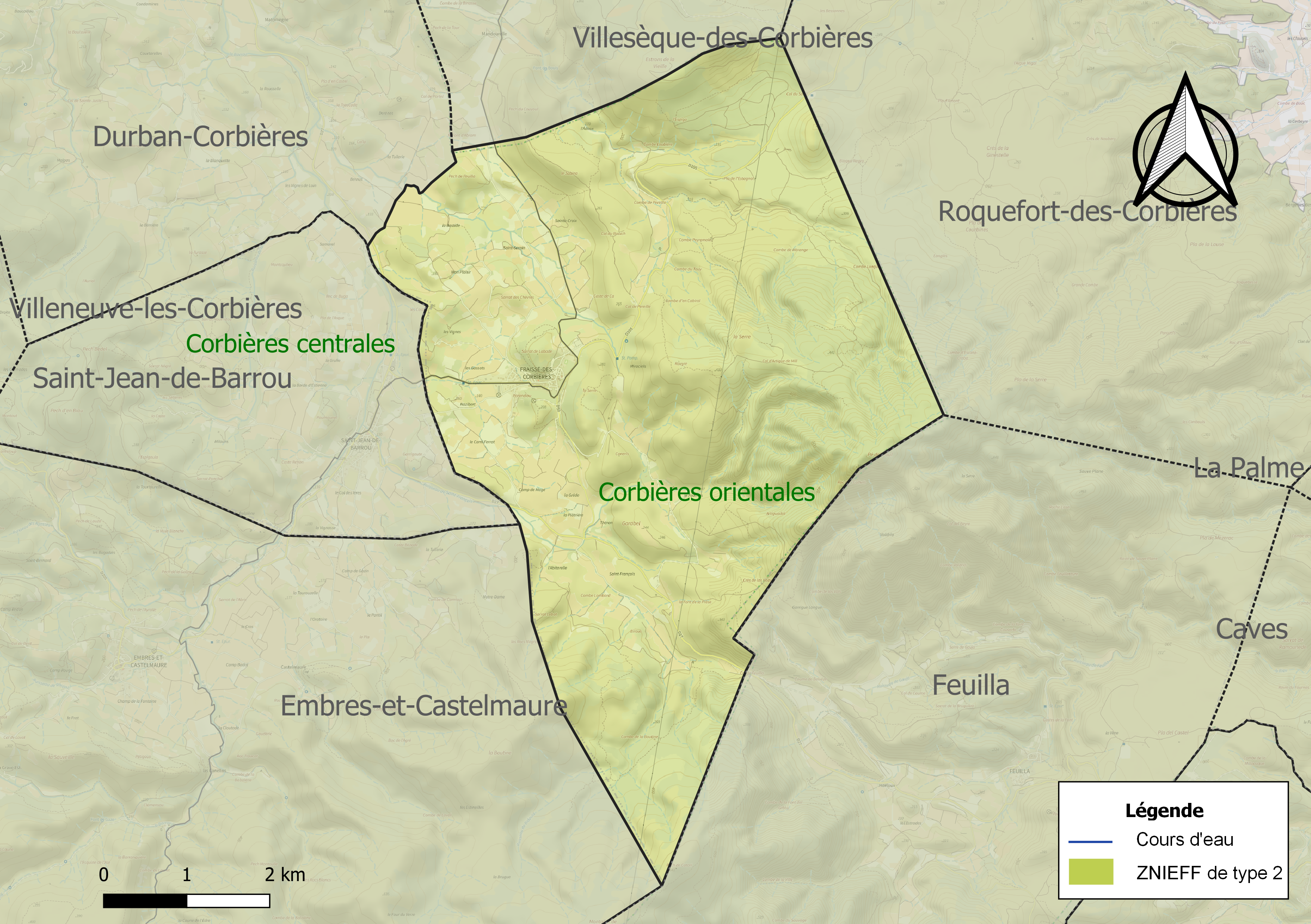
Carte des ZNIEFF de type 2 sur la commune.

## Urbanisme

### Typologie
Au 1er janvier 2024, Fraissé-des-Corbières est catégorisée commune rurale à habitat dispersé, selon la nouvelle grille communale de densité à 7 niveaux définie par l'Insee en 2022.
Elle est située hors unité urbaine. Par ailleurs la commune fait partie de l'aire d'attraction de Narbonne, dont elle est une commune de la couronne,. Cette aire, qui regroupe 71 communes, est catégorisée dans les aires de 50 000 à moins de 200 000 habitants,.

### Occupation des sols
L'occupation des sols de la commune, telle qu'elle ressort de la base de données européenne d’occupation biophysique des sols Corine Land Cover (CLC), est marquée par l'importance des forêts et milieux semi-naturels (73,1 % en 2018), en augmentation par rapport à 1990 (71,6 %). La répartition détaillée en 2018 est la suivante : milieux à végétation arbustive et/ou herbacée (71,6 %), cultures permanentes (19,2 %), zones agricoles hétérogènes (7,7 %), forêts (1,6 %). L'évolution de l’occupation des sols de la commune et de ses infrastructures peut être observée sur les différentes représentations cartographiques du territoire : la carte de Cassini (XVIIIe siècle), la carte d'état-major (1820-1866) et les cartes ou photos aériennes de l'IGN pour la période actuelle (1950 à aujourd'hui).

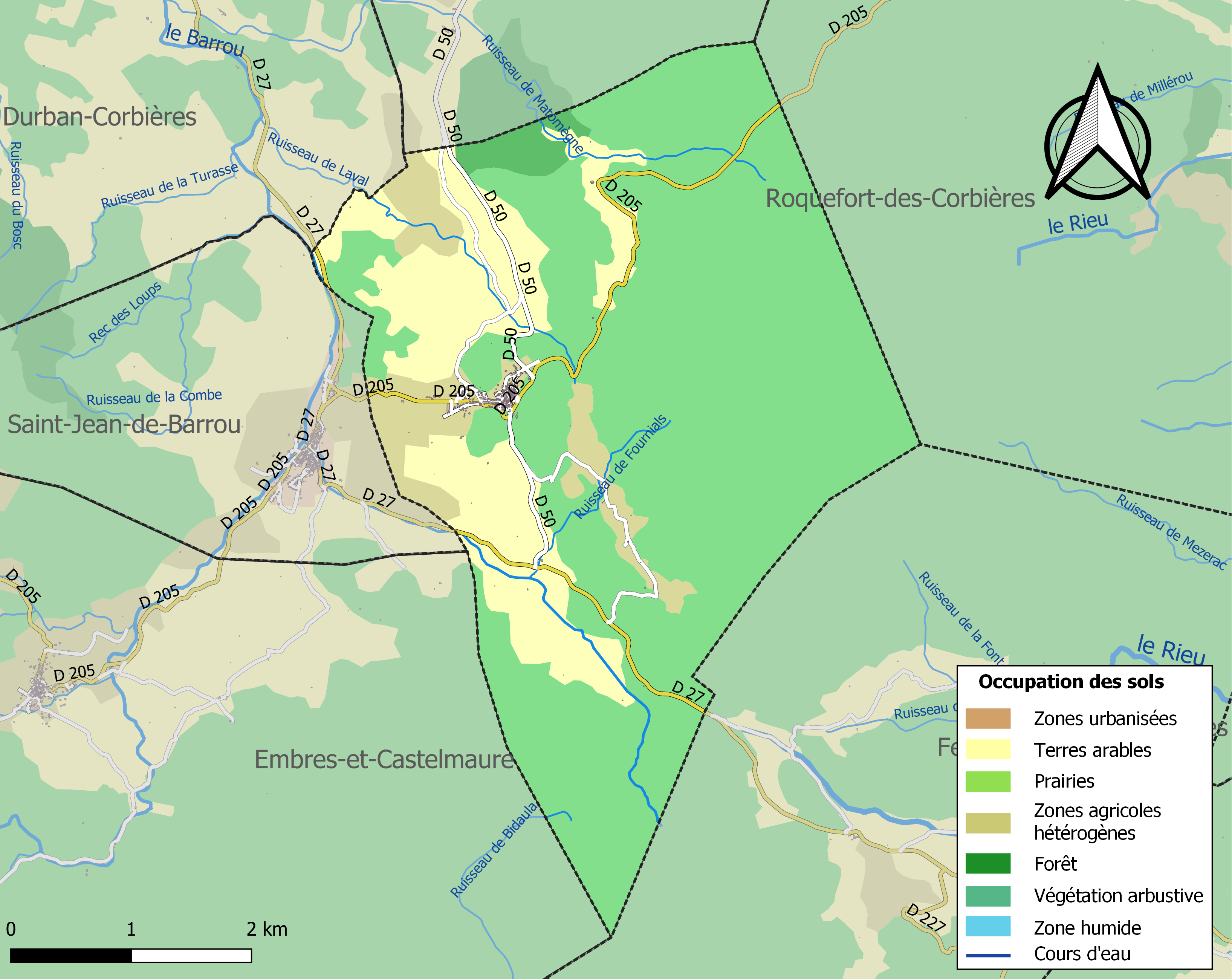
Carte des infrastructures et de l'occupation des sols de la commune en 2018 (CLC).

### Risques majeurs
Le territoire de la commune de Fraissé-des-Corbières est vulnérable à différents aléas naturels : météorologiques (tempête, orage, neige, grand froid, canicule ou sécheresse), feux de forêts et séisme (sismicité faible). Un site publié par le BRGM permet d'évaluer simplement et rapidement les risques d'un bien localisé soit par son adresse soit par le numéro de sa parcelle.

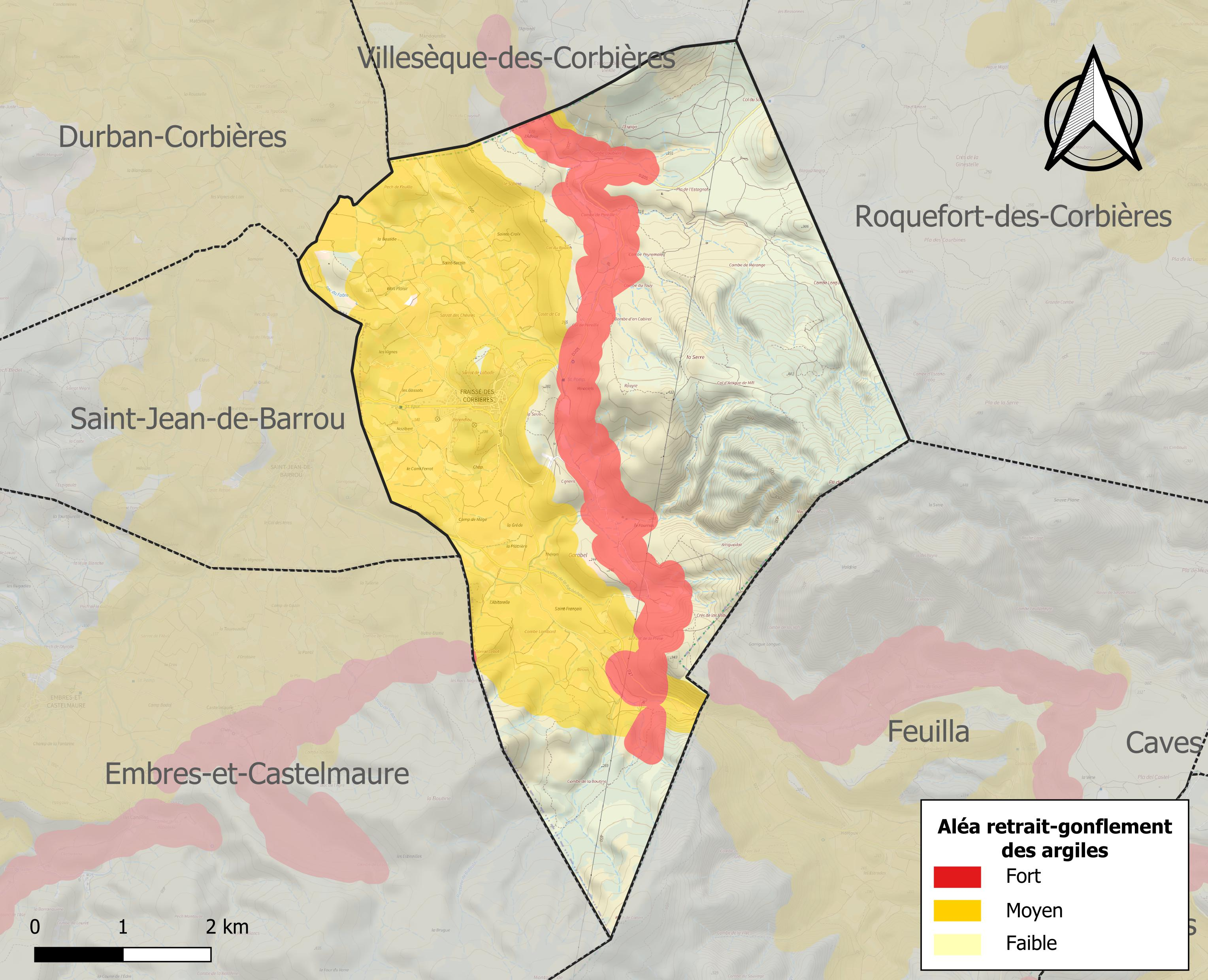
Carte des zones d'aléa retrait-gonflement des sols argileux de Fraissé-des-Corbières.

Le retrait-gonflement des sols argileux est susceptible d'engendrer des dommages importants aux bâtiments en cas d’alternance de périodes de sécheresse et de pluie. 48,6 % de la superficie communale est en aléa moyen ou fort (75,2 % au niveau départemental et 48,5 % au niveau national). Sur les 205 bâtiments dénombrés sur la commune en 2019, 205 sont en aléa moyen ou fort, soit 100 %, à comparer aux 94 % au niveau départemental et 54 % au niveau national. Une cartographie de l'exposition du territoire national au retrait gonflement des sols argileux est disponible sur le site du BRGM,.

## Toponymie.
Fraïsse vient de l'occitan fraisse (prononcé « fraïssé ») qui signifie « frêne », du latin fraxinus, id. Un grand frêne, dans la cour du château, surplombait le village jusqu'au début du XXe siècle mais il fut abattu par la foudre.

## Politique et administration

### Découpage territorial
La commune de Fraïssé-des-Corbières est membre de la communauté de communes Corbières Salanque Méditerranée, un établissement public de coopération intercommunale (EPCI) à fiscalité propre créé le 8 décembre 2016 dont le siège est à Claira. Ce dernier est par ailleurs membre d'autres groupements intercommunaux.
Sur le plan administratif, elle est rattachée à l'arrondissement de Narbonne, au département de l'Aude, en tant que circonscription administrative de l'État, et à la région Occitanie.
Sur le plan électoral, elle dépend du canton des Corbières pour l'élection des conseillers départementaux, depuis le redécoupage cantonal de 2014 entré en vigueur en 2015, et de la première circonscription de l'Aude  pour les élections législatives, depuis le redécoupage électoral de 2010.

### Liste des maires
| Période | Période  | Identité             | Étiquette | Qualité                            |
| ------- | -------- | -------------------- | --------- | ---------------------------------- |
| 1853    | 1890     | Benjamin Miquel      |           |                                    |
|         |          | ..                   |           |                                    |
| 1965    | 1989     | Henri Noé († 2016)   |           |                                    |
| 1989    | 1994     | Marcel Puig († 1998) |           |                                    |
| 1994    | 1995     | André Noé            | PS        | Premier adjoint, maire par intérim |
| 1995    | 2014     | André Noé            | PS        |                                    |
| 2014    | en cours | Céline Cerda         |           |                                    |

## Démographie
| 1793 | 1800 | 1806 | 1821 | 1831 | 1836 | 1841 | 1846 | 1851 |
| ---- | ---- | ---- | ---- | ---- | ---- | ---- | ---- | ---- |
| 187  | 180  | 195  | 231  | 290  | 298  | 312  | 286  | 289  |

| 1856 | 1861 | 1866 | 1872 | 1876 | 1881 | 1886 | 1891 | 1896 |
| ---- | ---- | ---- | ---- | ---- | ---- | ---- | ---- | ---- |
| 274  | 280  | 286  | 300  | 353  | 504  | 511  | 409  | 358  |

| 1901 | 1906 | 1911 | 1921 | 1926 | 1931 | 1936 | 1946 | 1954 |
| ---- | ---- | ---- | ---- | ---- | ---- | ---- | ---- | ---- |
| 366  | 380  | 320  | 320  | 320  | 317  | 323  | 280  | 339  |

| 1962 | 1968 | 1975 | 1982 | 1990 | 1999 | 2006 | 2008 | 2013 |
| ---- | ---- | ---- | ---- | ---- | ---- | ---- | ---- | ---- |
| 289  | 229  | 222  | 224  | 198  | 169  | 222  | 237  | 234  |

| 2018 | 2022 | - | - | - | - | - | - | - |
| ---- | ---- | - | - | - | - | - | - | - |
| 213  | 221  | - | - | - | - | - | - | - |

## Santé
- Urgences à  Narbonne.
- Cabinet médical, cabinet dentaire et kinésithérapie, à Durban-Corbières.
- Infirmiers à domicile à Saint-Jean-de-Barrou ou Durban-Corbières.
- Ambulancier et service VSL à Durban-Corbières.
- Cabinet de radiologie dont scanners et IRM à Sigean.
- Pharmacies à Durban, Portel-des-Corbières et Sigean.
- Maison de retraite médicalisée à Durban-Corbières.

## Enseignement
Fraisse-des-Corbières dépend de l'Académie de Montpellier.
La commune gère une école primaire publique et une cantine.
Une navette intercommunale facilite le travail en partenariat avec les écoles voisines.
Des cars de ramassage permettent aux collégiens de se rendre à Sigean et aux lycéens et étudiants de poursuivre leurs études à Narbonne.

## Économie

### Revenus
En 2018  (données Insee publiées en septembre 2021), la commune compte 102 ménages fiscaux, regroupant 223 personnes. La médiane du revenu disponible par unité de consommation est de 17 350 € (19 240 € dans le département).

### Emploi
| Division       | 2008   | 2013   | 2018   |
| -------------- | ------ | ------ | ------ |
| Commune        | 10,1 % | 12,8 % | 9,5 %  |
| Département    | 10,2 % | 12,8 % | 12,6 % |
| France entière | 8,3 %  | 10 %   | 10 %   |

En 2018, la population âgée de 15 à 64 ans s'élève à 116 personnes, parmi lesquelles on compte 71,6 % d'actifs (62,1 % ayant un emploi et 9,5 % de chômeurs) et 28,4 % d'inactifs,. En  2018, le taux de chômage communal (au sens du recensement) des 15-64 ans est inférieur à celui de la France et du département, alors qu'en 2008 il était supérieur à celui de la France.
La commune fait partie de la couronne de l'aire d'attraction de Narbonne, du fait qu'au moins 15 % des actifs travaillent dans le pôle,. Elle compte 36 emplois en 2018, contre 33 en 2013 et 30 en 2008. Le nombre d'actifs ayant un emploi résidant dans la commune est de 73, soit un indicateur de concentration d'emploi de 49 % et un taux d'activité parmi les 15 ans ou plus de 44,9 %.
Sur ces 73 actifs de 15 ans ou plus ayant un emploi, 30 travaillent dans la commune, soit 41 % des habitants. Pour se rendre au travail, 90,4 % des habitants utilisent un véhicule personnel ou de fonction à quatre roues, 6,8 % s'y rendent en deux-roues, à vélo ou à pied et 2,7 % n'ont pas besoin de transport (travail au domicile).

### Activités hors agriculture
12 établissements sont implantés  à Fraissé-des-Corbières au 31 décembre 2019.
Le secteur du commerce de gros et de détail, des transports, de l'hébergement et de la restauration est prépondérant sur la commune puisqu'il représente 33,3 % du nombre total d'établissements de la commune (4 sur les 12 entreprises implantées  à Fraissé-des-Corbières), contre 32,3 % au niveau départemental.

### Agriculture
La commune fait partie de la petite région agricole dénommée « Région viticole ». En 2010, l'orientation technico-économique de l'agriculture  sur la commune est la viticulture (appellation et autre).
|                                   | 1988 | 2000 | 2010 |
| --------------------------------- | ---- | ---- | ---- |
| Exploitations                     | 45   | 23   | 19   |
| Superficie agricole utilisée (ha) | 357  | 283  | 291  |

Le nombre d'exploitations agricoles en activité et ayant leur siège dans la commune est passé de 45 lors du recensement agricole de 1988 à 23 en 2000 puis à 19 en 2010, soit une baisse de 58 % en 22 ans. Le même mouvement est observé à l'échelle du département qui a perdu pendant cette période 52 % de ses exploitations. La surface agricole utilisée sur la commune a également diminué, passant de 357 ha en 1988 à 291 ha en 2010. Parallèlement la surface agricole utilisée moyenne par exploitation a augmenté, passant de 8 à 15 ha.

## Vie quotidienne
Le village dispose d'un restaurant qui propose un hébergement en chambres d'hôtes.
Livraison quotidienne de pain dans les différents quartiers de Fraisse-des-Corbières.
Passage régulier de commerçants ambulants. Point de vente sur la place du Rocher, au centre de la commune.

### Festivités  et traditions
Pendant tout le XXe siècle, des troupes de cirque ou de théâtre, des cinémas de plein-air ont fait étape occasionnellement à Fraisse-des-Corbières.
Fête locale le 15 août, gérée pendant deux ou trois jours par le comité des fêtes et la jeunesse du village. Elle a lieu sur la place où fut planté l'arbre de la Liberté, un tilleul, à l'occasion du bicentenaire de la Révolution de 1789, à proximité du terrain de tennis.
Calendrier des loisirs annuels :
Un vide-grenier, des sardinades et des concours de boules sont organisés l'été.
Dans l'année, des goûters, des apéritifs et des repas thématiques sont des occasions conviviales de se retrouver au Foyer municipal pour les enfants et leurs familles.
L'association La Boutine  y propose, dans l'année, des ateliers et des concerts ou des conférences.

### Gastronomie
Le cassoulet, le civet de sanglier, les fromages de chèvre et le miel, à déguster avec quelques figues, raisins et amandes et un vin des Corbières ou de l'Hypocras.

### Randonnées
Trois projets de randonnées thématiques sont proposés au départ de Fraisse par l'Office de tourisme du Grand Narbonne.

## Culture locale et patrimoine

### Lieux et monuments

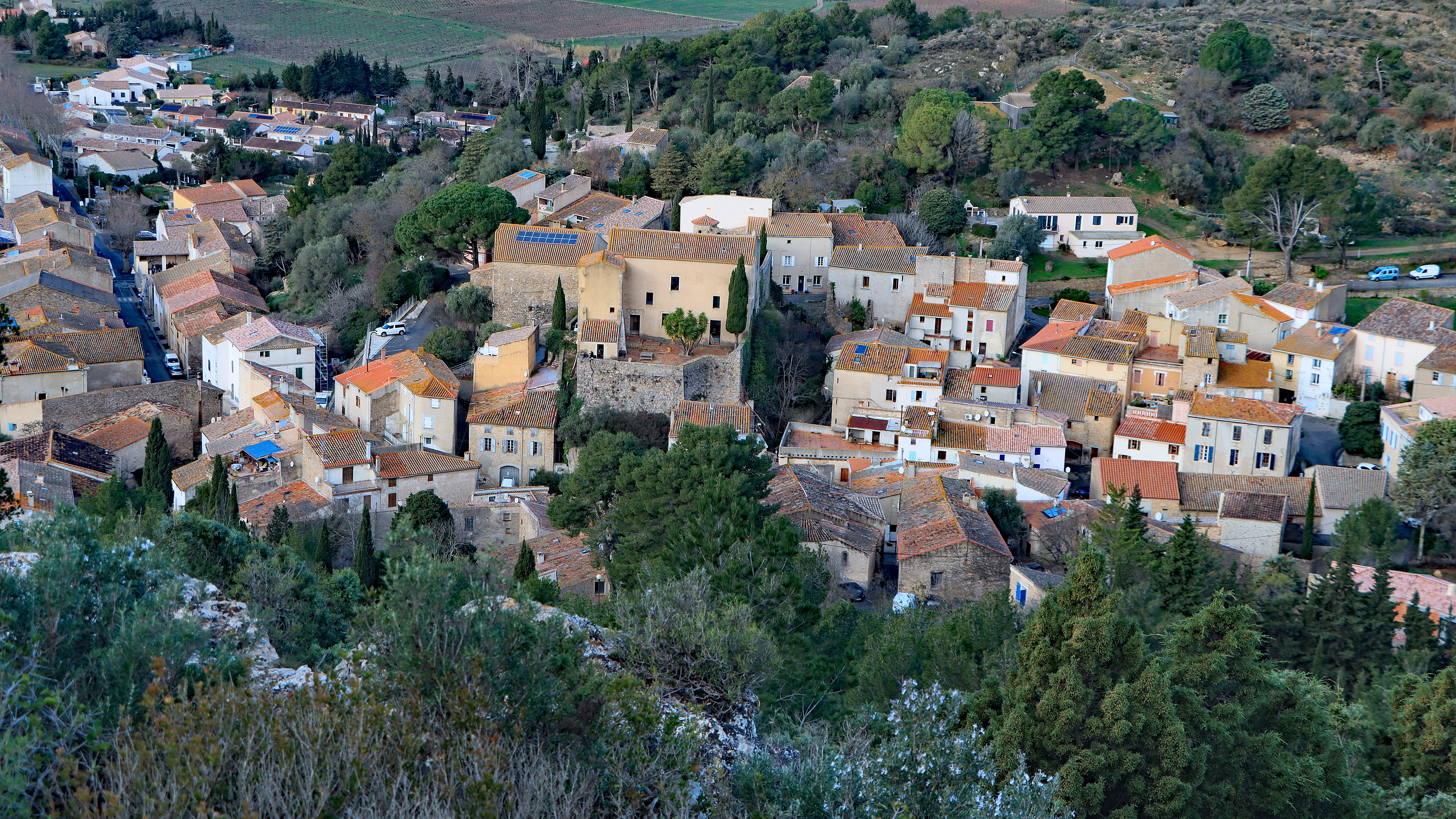
Le village.
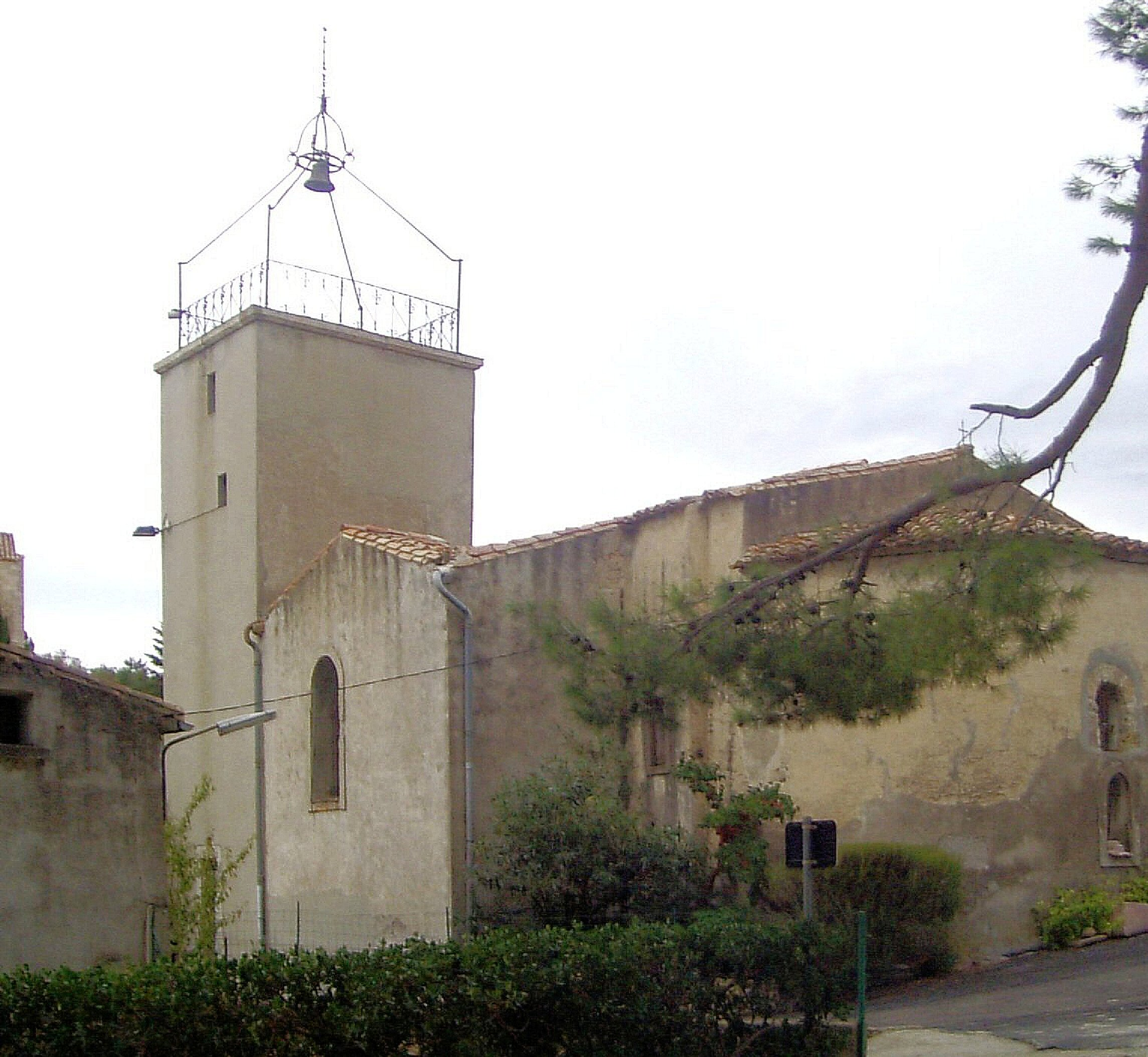
L'église Sainte-Colombe.
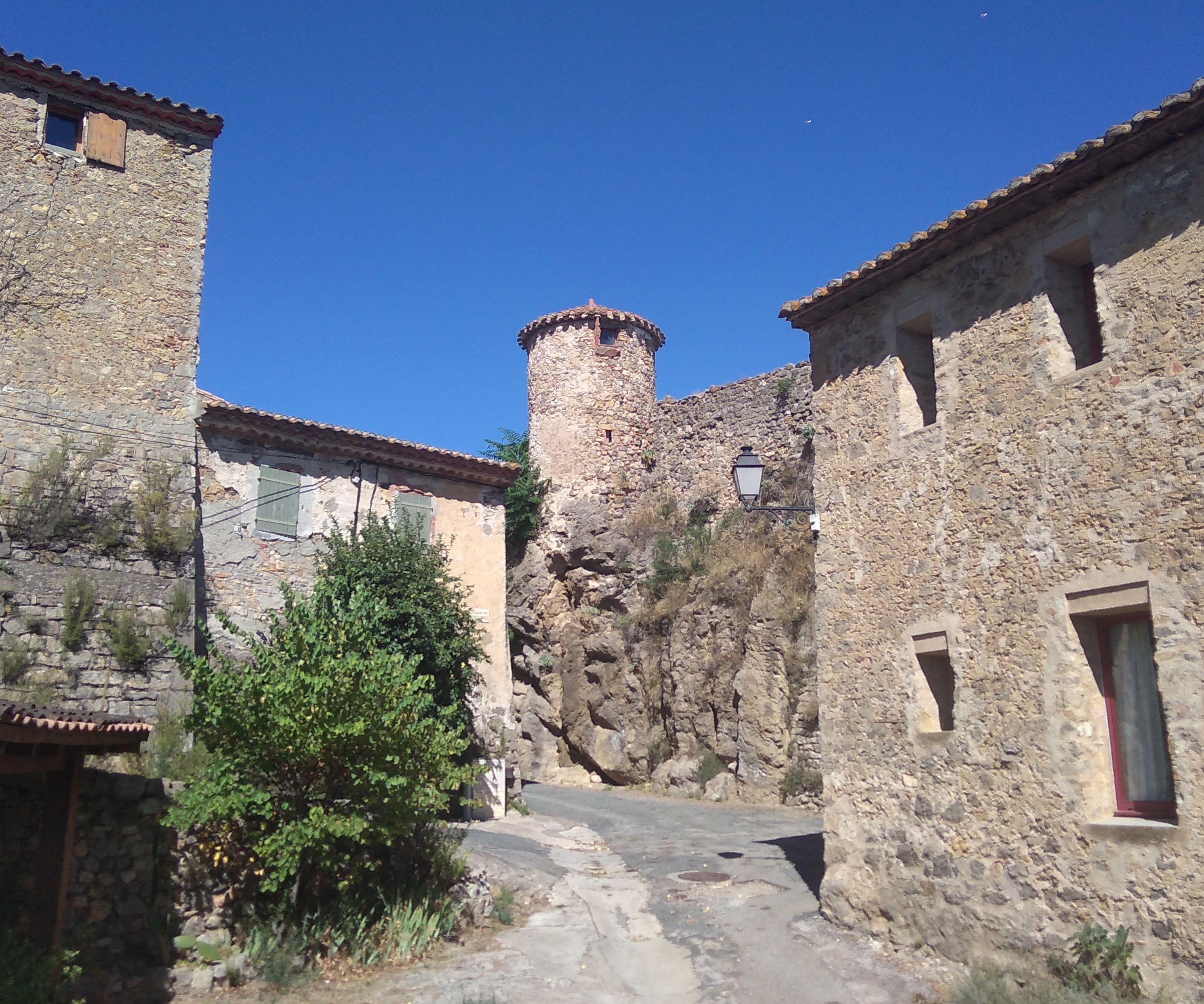
La tour du château.
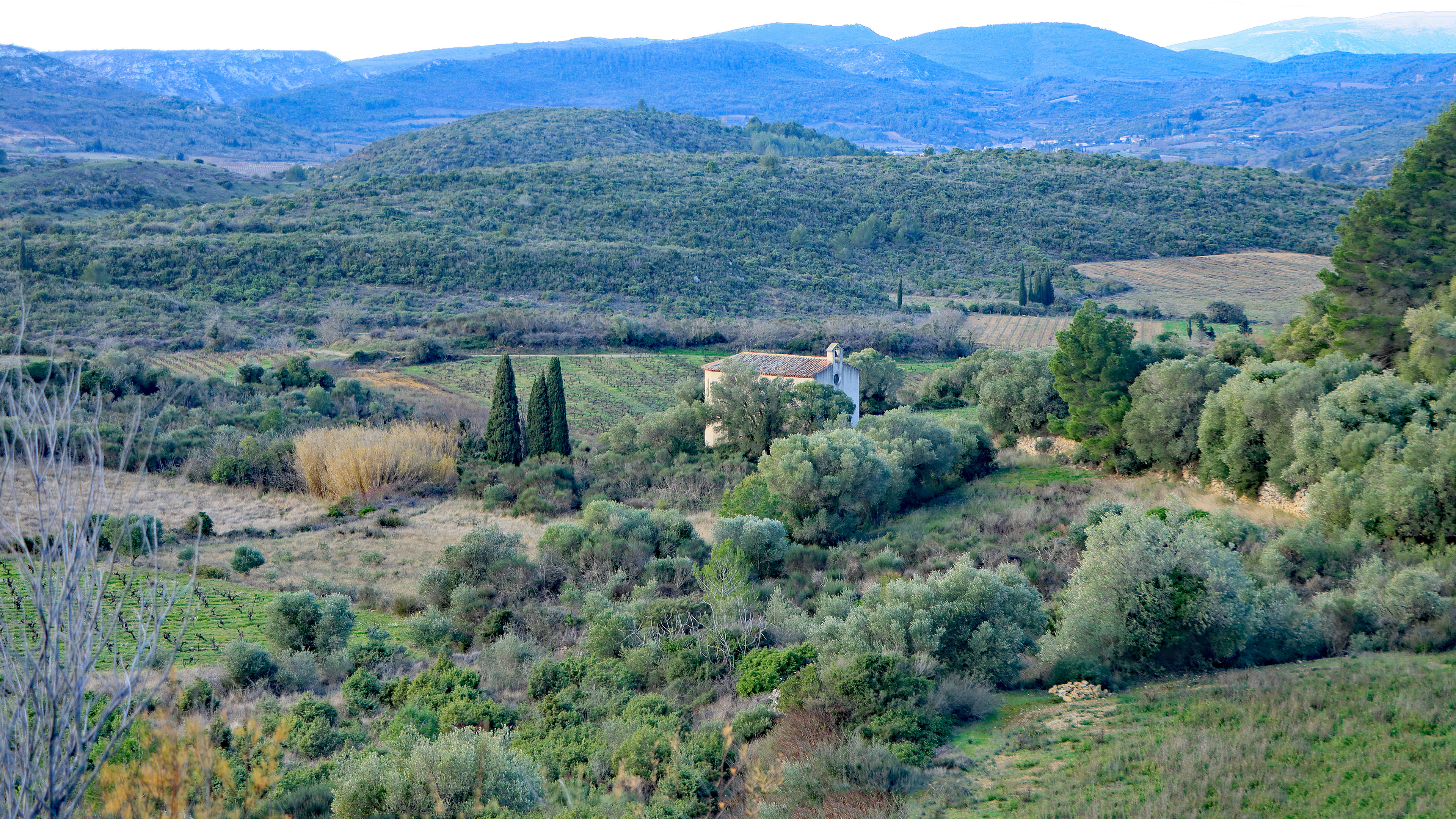
La chapelle Sainte-Colombe.

### L'église et la chapelle
Ces deux édifices religieux sont, de façon irrégulière, encore des lieux de célébration qui relèvent de la programmation des messes et des sacrements catholiques de la paroisse de Sainte-Thérèse en Corbières dont le presbytère référent se trouve à Durban-Corbières.
- Église Sainte-Colombe de Fraissé-des-Corbières, près du Jardin public du 19 mars 1962.
- Chapelle Sainte-Colombe de Fraissé-des-Corbières. Située dans les vignes[34].
La chapelle et ses abords sont inscrits au titre des sites naturels depuis 1943[35].
- Château du Moyen Âge dont la construction s'échelonne entre les XIe et XIVe siècles.
Le château et ses abords sont inscrits au titre des sites naturels depuis 1942[36].
- Le monument aux morts, à l'intérieur du Jardin public, honore les victimes de la Première Guerre mondiale, de la Seconde Guerre mondiale et celle de la guerre d'Algérie.

### Personnalités liées à la commune
- [37] Gaëtan Biard (Coutances, 1959 -) Peintre contemporain entre expressionnisme abstrait et minimalisme. Vit et travaille une partie de l'année dans son atelier de Fraïssé-des-Corbières.
- [38] Martine Biard (Toulouse, 1961-) Poète, romancière, historienne et essayiste. Elle voyage mais partage sa vie, depuis des décennies, entre Lunel en Petite Camargue et Fraisse-des-Corbières, découvert en 1973. Nombre de ses ouvrages furent écrits là ou ont été inspirés par ce site de Fraïssé .
- Patrick Peyrot Des Gachons (1944 -) Peintre contemporain qui travaille l'abstraction géométrique inspirée par Support Surface et l'Art conceptuel. Il achète, en 1975, les ruines du château médiéval - dont l'intérieur date pour l'essentiel du XIIIe siècle - sur le rocher de Fraïssé et, se partageant entre Monaco et les Corbières, parvient à le restaurer jusqu'en 1987, avec l'aide de ses proches et des Monuments Historiques. Celui-ci devient alors un haut lieu de rencontres et d'expositions, avec le soutien de la DRAC et de la Région Languedoc-Roussillon, pendant un quart de siècle, pour des artistes plasticiens du monde entier (Cf. 25 étés à Fraïssé. Patrick Peyrot des Gachons. Préambule de Catherine Millet. Voix éditions, Elne (66), 2013).

### Héraldique
| Blason de Fraissé-des-Corbières | Blason  | D’azur aux deux lions affrontés d’or supportant une cloche du même bataillée du champ. |
| Blason de Fraissé-des-Corbières | Détails | Le statut officiel du blason reste à déterminer.                                       |

### Ouvrage de référence
Francis Poudou, Canton Durban dans les Corbières. Opération Vilatges al pais. 2 volumes, France, Ciném'Aude, 2000, 402 p. (ISBN 295081784X, lire en ligne), Tome 2. P. 308 à 317 pour le village de Fraïsse-des-Corbières